# Assembleia Legislativa do Amapá

Brasão Assembleia Legislativa do Estado do Amapá

Assembleia Legislativa do Estado do Amapá é o órgão de poder legislativo do estado de Amapá, exercido através dos deputados estaduais, atualmente é composta de 24 deputados estaduais eleitos por representação proporcional, a primeira legislatura teve início em 1 de janeiro de 1991.

## História
No Estado do Amapá, a I Legislatura teve início em 1º de janeiro de 1991, com a instalação da Assembleia Legislativa Constituinte, em Sessão Solene, presidida pela Desembargadora Maria Lúcia Marcos dos Santos, Presidente do TRE/PA.
O Poder Legislativo Amapaense dispõe sobre as matérias de competência legislativa do Estado, além de exercer a fiscalização dos atos do Poder Executivo, nos termos das Constituições Federal e Estadual. Compete à Assembleia Legislativa, com sanção do Governador do Estado, dispor sobre todas as matérias de competência do Estado.
O Deputado Estadual, segundo o art. 96 da Constituição Estadual, é inviolável por suas opiniões, palavras e votos. Não pode ser preso, salvo em flagrante de crime inafiançável, nem processado criminalmente sem prévia licença da Assembleia Legislativa. Seu julgamento é perante o Tribunal de Justiça do Estado. Conforme o art. 97 da nossa Carta Magna, o Deputado Estadual, desde a expedição do diploma, não pode firmar ou manter contrato com pessoa jurídica de direito público, autarquia, empresa pública, sociedade de economia mista ou empresa concessionária de serviço público, salvo quando o contrato obedecer a cláusulas uniformes; nem aceitar ou exercer cargo, função ou emprego remunerado nas entidades mencionadas, inclusive os de que sejam demissíveis ad nutum. Desde a posse, a ele é vedado ser proprietário, controlador ou diretor de empresa que goze de favor decorrente de contrato com pessoa jurídica de direito público, ou nela exerça função remunerada, ocupe cargo ou função, patrocine causa em que ela seja interessada, bem como ser titular de mais de um cargo ou mandato público eletivo. Deve comparecer às Sessões Ordinárias e Extraordinárias do Plenário e das reuniões das Comissões de que seja membro, sob pena de perder o mandato ou cargo que ocupar, na forma prevista na Constituição e no Regimento Interno. O Deputado Estadual tem o direito de apresentar proposições em geral, discutir e deliberar sobre matérias em apreciação na Assembleia, integrar o Plenário e demais colegiados e neles votar ou ser votado e fazer uso da palavra. 

## Mesa diretora
A atual composição da Mesa Diretora da Assembleia Legislativa do Amapá foi eleita para o biênio 2023-2025. Eis a seguinte composição da Mesa:
| Cargo              | Nome            | Partido |
| ------------------ | --------------- | ------- |
| Presidente         | Alliny Serrão   | União   |
| 1º Vice-presidente | Jaime Perez     | PRD     |
| 2° Vice-presidente | Fabricio Furlan | Rede    |
| 1° Secretária      | Edna Auzier     | PSD     |
| 2° Secretário      | Jesus Pontes    | PDT     |
| 3° Secretário      | Victor          | Rede    |
| 4° Secretária      | Liliane Abreu   | PV      |

## Comissões
| Nome | Presidente |
| --- | ---------- |
| Comissão de Administração Pública |            |
| Comissão de Agricultura e Abastecimento |            |
| Comissão de Constituição, Justiça, Redação e Cidadania                                                                                                |            |
| Comissão de Direitos da Pessoa Humana, Assuntos Indígenas, da Mulher, do Idoso, da Criança, do Adolescente, do Afro-Brasileiro e Defesa do Consumidor |            |
| Comissão de Educação, Cultura, Desporto, Ciência e Tecnologia                                                                                         |            |
| Comissão de Ética |            |
| Comissão de Indústria, Comércio e Minas e Energia |            |
| Comissão de Orçamento e Finanças |            |
| Comissão de Política Agrária |            |
| Comissão de Relações Exteriores e Defesa do Estado |            |
| Comissão de Saúde e Assistência Social |            |
| Comissão de Segurança Pública |            |
| Comissão de Transporte e Obras Públicas |            |
| Comissão de Turismo |            |
| Comissão do Meio Ambiente |            |

## Deputados
| Candidato(a) | Candidato(a)     | Partido       | Votos  | Cidade de origem | Unidade federativa |
| ------------ | ---------------- | ------------- | ------ | ---------------- | ------------------ |
|              | Delegado Inácio  | PDT           | 14.163 | Macapá           | Amapá              |
|              | Jack JK          | Solidariedade | 12.539 | Belém            | Pará               |
|              | Zeneide Costa    | PODE          | 11.547 | Mazagão          | Amapá              |
|              | Jesus Pontes     | PDT           | 11.069 | Macapá           | Amapá              |
|              | Alliny Serrão    | UNIÃO         | 11.007 | Almeirim         | Pará               |
|              | Junior Favacho   | MDB           | 9.698  | Macapá           | Amapá              |
|              | Kaká Barbosa     | PL            | 7.453  | Recife           | Pernambuco         |
|              | Liliane Abreu    | PV            | 7.202  | Macapá           | Amapá              |
|              | Diogo Senior     | MDB           | 7.072  | Macapá           | Amapá              |
|              | Pastor Oliveira  | Republicanos  | 6.897  | Benevides        | Pará               |
|              | Roberto          | UNIÃO         | 6.681  | Macapá           | Amapá              |
|              | Aldilene Souza   | PDT           | 6.645  | Macapá           | Amapá              |
|              | Hildegard        | UNIÃO         | 6.527  | Macapá           | Amapá              |
|              | Jory Oeiras      | PP            | 6.342  | Macapá           | Amapá              |
|              | Paulo Nogueira   | PT            | 6.276  | Santana          | Amapá              |
|              | Telma Nery       | Cidadania     | 5.825  | Belém            | Pará               |
|              | Jaime Perez      | PTB           | 5.779  | Macapá           | Amapá              |
|              | Dr.Victor Amoras | REDE          | 5.225  | Macapá           | Amapá              |
|              | Edna Auzier      | PSD           | 5.222  | Santana          | Amapá              |
|              | Dayse Marques    | Solidariedade | 5.119  | Macapá           | Amapá              |
|              | Lorran Barreto   | PSD           | 4.735  | Macapá           | Amapá              |
|              | Fabrício Furlan  | REDE          | 4.689  | Ribeirão Preto   | São Paulo          |
|              | Rayfran Beirão   | PROS          | 4.154  | Macapá           | Amapá              |
|              | R.Nelson         | PL            | 3.898  | Teresina         | Piauí              |

## Legislaturas
- 1ª legislatura (1991-94)
- 2ª legislatura (1995-98)
- 3ª legislatura (1999-02)
- 4ª legislatura (2003-06)
- 5ª legislatura (2007-10)
- 6ª legislatura (2011-14)
- 7ª legislatura (2015-18)
- 8ª legislatura (2019-22)